# Reana del Rojale
Reana del Rojale (furlanisch Reane dal Roiâl) ist eine Gemeinde mit 4631 Einwohnern (Stand 31. Dezember 2023) in der italienischen Region Friaul-Julisch Venetien. Sie liegt etwa neun Kilometer nördlich von Udine.
Die Nachbargemeinden sind Nimis, Povoletto, Tarcento, Tavagnacco, Tricesimo und Udine.
Die Ortsteile heißen Cortale, Qualso, Reana, Remugnano, Ribis, Rizzolo, Valle, Vergnacco und Zompitta.

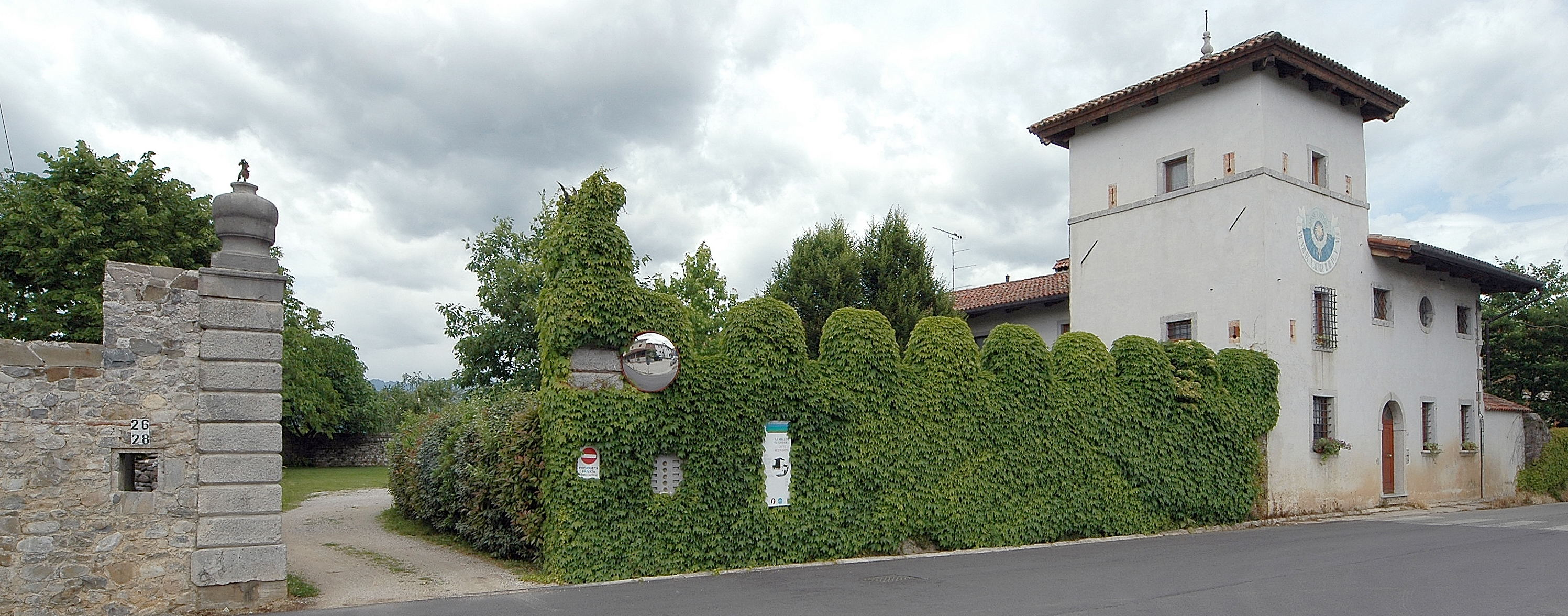
Villen in der Via Cividina in Reana del Rojale

Der Vorort Vergnacco wird schon in Dokumenten aus dem 14. Jahrhundert unter dem Namen Verniacum erwähnt. Das älteste Dokument mit der ersten Nennung des Ortes datiert aus dem Jahre 1360. Die Kirche ist den Heiligen Thomas und Markus geweiht.
Der Hauptwirtschaftsfaktor ist die Landwirtschaft, aber auch Handelsaktivitäten sind hervorzuheben.
Vergnacco liegt 14 Kilometer nördlich von Udine mit einem prächtigen Blick auf die Karnischen und Julischen Voralpen.
Auch wenn der Ort nicht die Benennung DOC Colli Orientali del Friuli beansprucht, so hat doch der Weinbau große Bedeutung. Von Vergnacco sieht man auf die vorgelagerten Hügel, die mit Weinbergen, Getreidefeldern und in den letzten Jahren auch mit einer Vielfalt von autochthonen (bodenständigen) Olivenhainen kultiviert sind.

## Verkehr
Die Ortschaft liegt direkt an der Eisenbahnstrecke „Pontebbana“ (Verbindung Tarvisio – Udine) und hat einen eigenen Bahnhof.

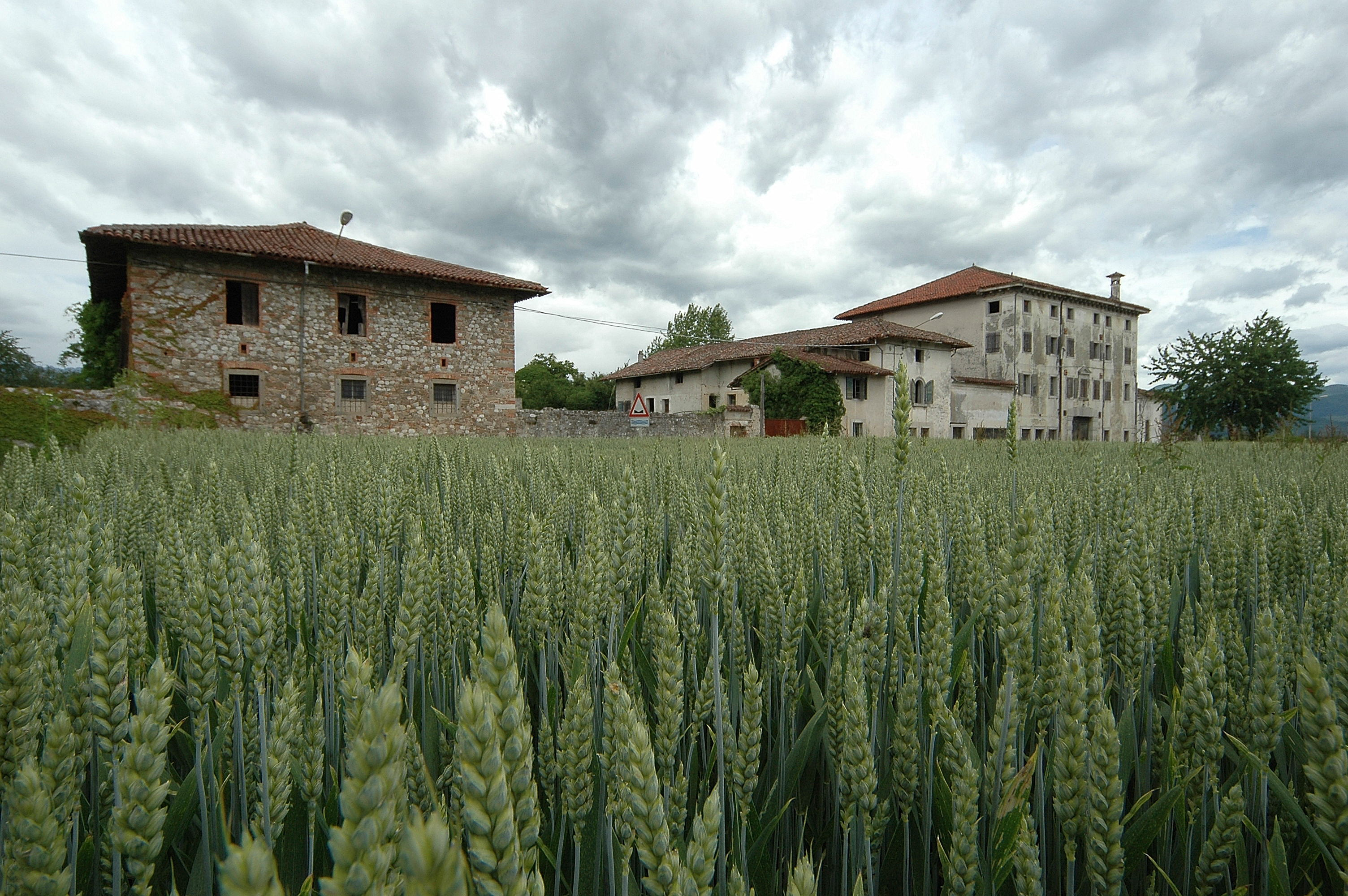
Getreidefeld am Ortsrand von Reana del Rojale